# Völkl
Völkl – marka sprzętu narciarskiego oraz tenisowego należąca do amerykańskiej korporacji Jarden Corporation.

## Historia
Firma, utworzona w 1884 roku, należała początkowo do rodziny Völkl, mieszkającej w Straubing (Niemcy) od 1852 roku. Około 1923 roku kierowana przez Franza Völkla firma rozpoczęła produkcję nart, zwanych „Vöstras”. W rękach rodziny pozostała do 1992 roku, kiedy to została sprzedana szwajcarskiej grupie Gregor Furrer & Partner Holding AG. W 2004 roku marka Völkl (wraz z marką Marker, wiodącą marką wiązań narciarskich) została kupiona przez firmę K2 Inc.. Z kolei K2 Inc. została kupiona w 2007 roku przez Jarden Corporation.

## Produkty
Obecnie firma produkuje narty do narciarstwa alpejskiego oraz dowolnego (narty, wiązania), sprzęt snowboardowy oraz odzież i torby narciarskie. Od 1972 roku firma produkuje również sprzęt tenisowy. W 1999 roku powołano spółkę Völkl Tennis GmbH, której udziałowcem został niemiecki tenisista Boris Becker, który też sygnuje swoim nazwiskiem produkty firmy.
Producent posiada cały czas fabryki w Straubing.

## Niektórzy sportowcy używający nart Völkl
- Hanni Wenzel
- Maria Walliser
- Anita Wachter
- Frank Wörndl
- Katja Seizinger
- Brigitte Örtli
- Martina Ertl-Renz
- Christa Kinshofer
- Hilde Gerg
- Sonja Nef
- Alexandra Meissnitzer
- Tanja Poutiainen
- Nicole Hosp